# Esgrima als Jocs Olímpics d'estiu de 2008
La competició d'esgrima als Jocs Olímpics d'Estiu 2008 està formada per deu competicions, cinc en categotia masculina i cinc més en femenina, que es realitzen entre el 9 i el 17 d'agost al Centre de Conferències del Parc Olímpic de Pequín.
L'esgrima és un dels esports més antics dels esports olímpics, estant present en tots els Jocs Olímpics des de la primera edició.

## Proves
En aquesta edició el floret i el sabre per equips femení han estat afegits al programa de competició, en benefici de l'espasa per equips. En categoria masculina, el floret per equips ha desaparegut del programa olímpic, amb la qual cosa s'han igualat el nombre de proves masculines i femenines. Un total de 212 tiradors prendran part en aquestes 10 proves, 12 més que a Atenes.
| Arma   | Homes      | Homes     | Dones      | Dones     | Total |
| Arma   | Individual | Per equip | Individual | Per equip | Total |
| ------ | ---------- | --------- | ---------- | --------- | ----- |
| Espasa | ■          | ■         | ■          |           | 3     |
| Floret | ■          |           | ■          | ■         | 3     |
| Sabre  | ■          | ■         | ■          | ■         | 4     |
| Total  | 3          | 2         | 3          | 2         | 10    |

## Calendari
| Esgrima | Esgrima | Esgrima |  | 1 | 1 | 1 | 1 | 2 | 1 | 1 | 1 | 1 |  |  |  |  |  |  |  |

|  | Dia de final |

## Classificació
Es classifiquen 3 tiradors per país si aquest s'ha classificat per equips. Per a la resta de països el màxim és de dos.

### Proves per equip
| Classificació                                                    | Data               | Núm. de places | Classificats                                   |
| ---------------------------------------------------------------- | ------------------ | -------------- | ---------------------------------------------- |
| Classificació per equips de la Federació Internacional d'Esgrima | 31 de març de 2008 | 4              |                                                |
| Millor classificació per equips per zona                         | 31 de març de 2008 | 4              | Amèrica: 1 Europa: 1 Àsia/Oceania: 1 Àfrica: 1 |
| TOTAL                                                            | 8                  | 8              | 8                                              |

#### Classificats
| Sabre femení                                                                                               | Sabre masculí                                                                                          | Espasa masculina                                                                                       | Floret femení                                                                                             |
| • França · • Estats Units · • Rússia · • Ucraïna · • R.P. de la Xina · • Polònia · • Canadà · • Sud-àfrica | • França · • Hongria · • Belarús · • Rússia · • Itàlia · • R.P. de la Xina · • Estats Units · • Egipte | • França · • Hongria · • Itàlia · • Polònia · • Ucraïna · • Veneçuela · • Corea del Sud · • Sud-àfrica | • Rússia · • Polònia · • Hongria · • Itàlia · • R.P. de la Xina · • Alemanya · • Estats Units · • Tunísia |

### Proves individuals
Per a les proves individuals que tenen una prova per equip amb la mateixa arma s'han determinat 39 places segons els següents criteris:
| Classificació                                               | Data               | Núm. de places | Classificats                                    |
| ----------------------------------------------------------- | ------------------ | -------------- | ----------------------------------------------- |
| Tots els atletes classificats per a la competició per equip |                    | 24             |                                                 |
| Classificació FIE individual AOR (qualificació olímpica)    | 31 de març de 2008 | 3              |                                                 |
| Classificació FIE individual AOR per zona                   | 31 de març de 2008 | 7              | Amèrica: 2 Europa : 2 Àsia/Oceania: 2 Àfrica: 1 |
| Proves de qualificació olímpica per zona                    |                    | 5              | Amèrica: 1 Europa : 2 Àsia/Oceania: 1 Àfrica: 1 |
| TOTAL                                                       | 39                 | 39             | 39                                              |

Per a les 24 places restants els criteris són els següents:
| Classificació                                                  | Data               | Núm. de places | Classificats                                   |
| -------------------------------------------------------------- | ------------------ | -------------- | ---------------------------------------------- |
| Classificació individual de la FIE                             | 31 de març de 2008 | 8              |                                                |
| Classificació FIE individual AOR per zona (1 tirador per país) | 31 de març de 2008 | 8              | Amèrica: 2 Europa: 3 Àsia/Oceania: 2 Àfrica: 1 |
| Proves de qualificació olímpica per zona (1 tirador per país)  |                    | 8              | Amèrica: 2 Europa: 3 Àsia/Oceania: 2 Àfrica: 1 |
| TOTAL                                                          | 24                 | 24             | 24                                             |

Finalment, la FIE, en nom de la universalitat de l'esport, ha convidat 6 tiradors i tiradores procedents de països on l'esgrima és poc conegut o en emergència: una peruana, una neerlandesa, una sueca, un burkinès, un qatarià, i un britànic.

## Medallistes

### Homes
| Event             | Or                                                      | Plata                                                                          | Bronze                                                                        |
| Espasa individual | Matteo Tagliariol · Itàlia                              | Fabrice Jeannet · França                                                       | José Luis Abajo · Espanya                                                     |
| Floret individual | Benjamin Kleibrink · Alemanya                           | Yuki Ota · Japó                                                                | Salvatore Sanzo · Itàlia                                                      |
| Sabre individual  | Zhong Man · R.P. de la Xina                             | Nicolas Lopez · França                                                         | Mihai Covaliu · Romania                                                       |
| Espasa equip      | FrançaFabrice Jeannet · Jérôme Jeannet · Ulrich Robeiri | PolòniaRobert Andrzejuk · Tomasz Motyka · Adam Wiercioch · Radosław Zawrotniak | ItàliaStefano Carozzo · Diego Confalonieri · Alfredo Rota · Matteo Tagliariol |
| Sabre equip       | FrançaJulien Pillet · Boris Sanson · Nicolas Lopez      | Estats UnitsTim Morehouse · Jason Rogers · Keeth Smart · James Williams        | ItàliaAldo Montano · Luigi Tarantino · Giampiero Pastore · Diego Occhiuzzi    |

### Dones
| Event             | Or                                                                           | Plata                                                           | Bronze                                                                                |
| Espasa individual | Britta Heidemann · Alemanya                                                  | Ana Maria Brânză · Romania                                      | Ildikó Mincza-Nébald · Hongria                                                        |
| Floret individual | Valentina Vezzali · Itàlia                                                   | Nam Hyun-hee · Corea del Sud                                    | Margherita Granbassi · Itàlia                                                         |
| Sabre individual  | Mariel Zagunis · Estats Units                                                | Sada Jacobson · Estats Units                                    | Becca Ward · Estats Units                                                             |
| Floret equip      | RússiaSvetlana Boiko · Aida Chanaeva · Victoria Nikichina · Evgenia Lamonova | Estats UnitsEmily Cross · Hanna Thompson · Erinn Smart          | ItàliaValentina Vezzali · Giovanna Trillini · Margherita Granbassi · Ilaria Salvatori |
| Sabre equip       | UcraïnaOlha Zhovnir · Olga Kharlan · Halyna Pundyk · Olena Khomrova          | R.P. de la XinaBao Yingying · Huang Haiyang · Ni Hong · Tan Xue | Estats UnitsSada Jacobson · Becca Ward · Mariel Zagunis                               |

## Medaller
| Pos.  | País            | Or | Plata | Bronze | Total |
| 1     | França          | 2  | 2     | 0      | 4     |
| 2     | Itàlia          | 2  | 0     | 5      | 7     |
| 3     | Alemanya        | 2  | 0     | 0      | 2     |
| 4     | Estats Units    | 1  | 3     | 2      | 6     |
| 5     | R.P. de la Xina | 1  | 1     | 0      | 2     |
| 6     | Rússia          | 1  | 0     | 0      | 1     |
| 6     | Ucraïna         | 1  | 0     | 0      | 1     |
| 8     | Romania         | 0  | 1     | 1      | 2     |
| 9     | Japó            | 0  | 1     | 0      | 1     |
| 9     | Corea del Sud   | 0  | 1     | 0      | 1     |
| 9     | Polònia         | 0  | 1     | 0      | 1     |
| 12    | Espanya         | 0  | 0     | 1      | 1     |
| 12    | Hongria         | 0  | 0     | 1      | 1     |
| Total | Total           | 10 | 10    | 10     | 30    |